# Michael Mukasey
Michael Bernard Mukasey (New York, 28 juli 1941) is een Amerikaanse jurist en Republikeins politicus van Joodse komaf (hij is orthodox joods).
Mukasey studeerde rechten aan de Columbia-universiteit en aan de Yale-universiteit, werkte vervolgens als advocaat en openbaar aanklager (was een collega van Rudy Giuliani en is met deze bevriend) en werd in 1987 rechter in New York.
Van 9 november 2007 tot 20 januari 2009 was hij minister van Justitie (Attorney General) in de regering van president George W. Bush. Hij volgde Alberto Gonzales op, die op 27 augustus 2007 opstapte na in opspraak te zijn geraakt over een mogelijk misbruik van zijn positie inzake het ontslag van acht openbaar aanklagers. Mukasey was de derde minister van Justitie in de regering van president Bush jr. en geldt als een deskundige op het terrein van de binnenlandse veiligheid.
De Senaat koesterde eerst de nodige bedenkingen tegen hem omdat hij de verhoortechniek 'waterboarding' niet nadrukkelijk als martelen van de hand wees (de VS worden ervan beschuldigd in het kader van hun 'War on Terrorism' deze verhoormethode op leden van Al Qaida die van terrorisme worden verdacht, toe te passen). Ten slotte stemden 53 senatoren voor en 40 tegen zijn benoeming.
- International Standard Name Identifier: 0000 0000 4682 169X
- Library of Congress Control Number: no2008155170
- SNAC: w6gv9kxb
- Virtual International Authority File: 51515237
- WorldCat: E39PBJhhtpDyp3JqBDvc947fv3